# Mahlis

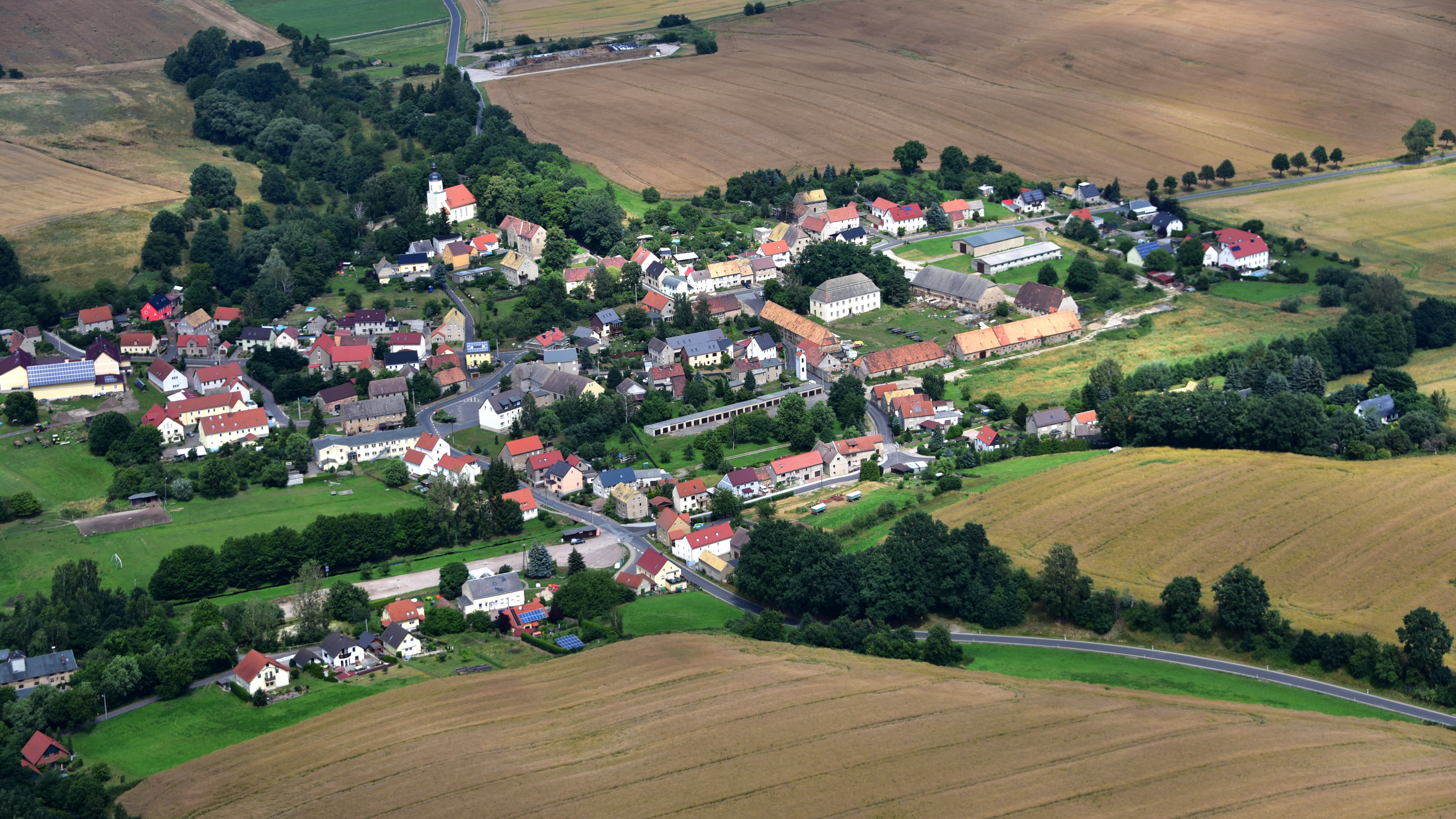
Mahlis, Luftaufnahme (2017)

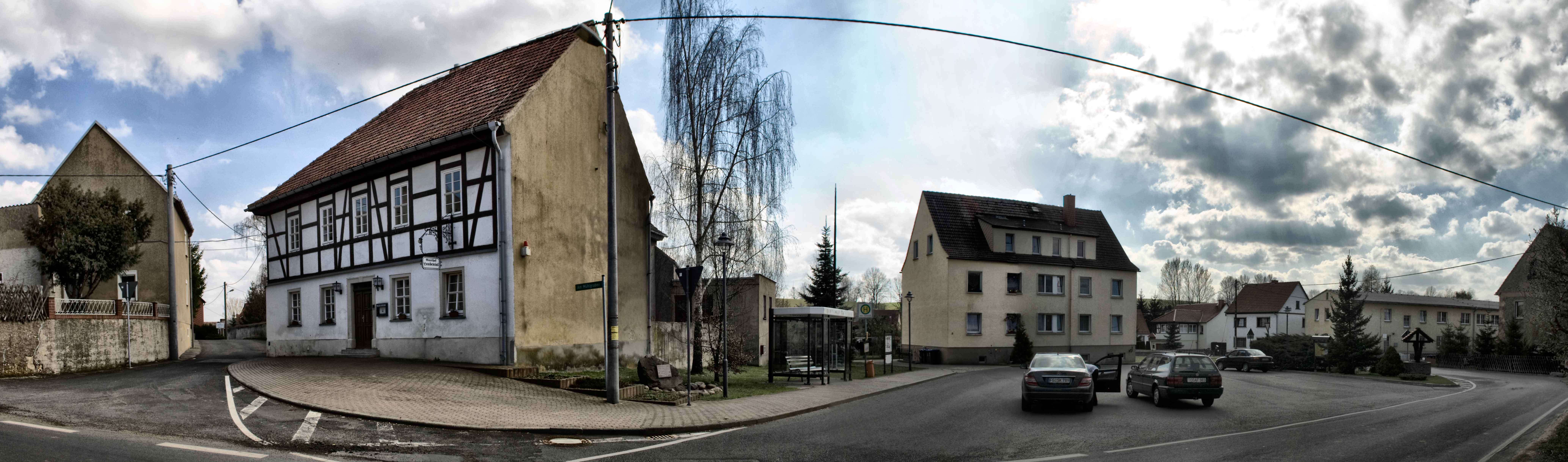
Ortszentrum Mahlis am 2. April 2011. Das Fachwerkhaus links ist das Gasthaus Laubental, davor liegt der Abratzky-Stein

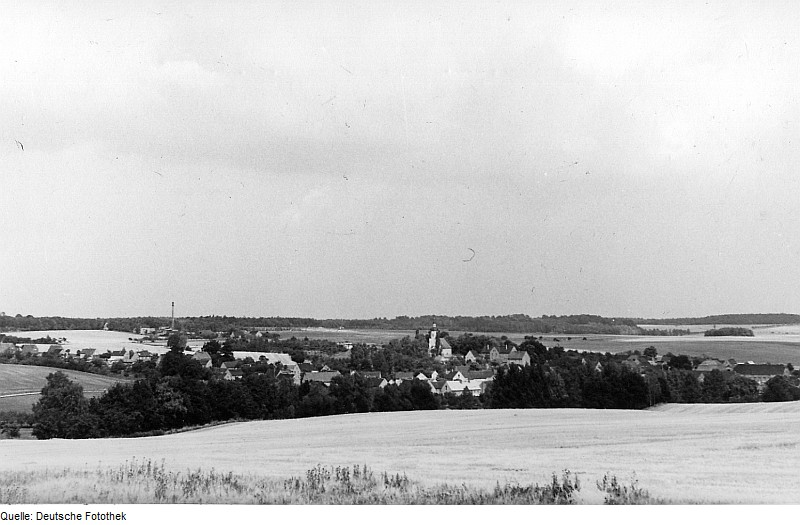
Blick vom Windmühlenberg auf Mahlis am 12. August 1976

Mahlis ist ein 406 ha großes Gassendorf mit Block- und Streifenflur und heutiger Ortsteil der Gemeinde Wermsdorf im Landkreis Nordsachsen in Sachsen. Mahlis liegt zwischen Leipzig und Dresden in der Nähe der Bundesautobahn 14.

## Ortsnamenformen
- 1198: Cunradus et Rudolfus de Mals
- 1282: Mals
- 1350: Malz
- 1424: Malis

## Naturräumliche Lage und Geologie
Mahlis liegt naturräumlich im Nordsächsischen Platten- und Hügelland, auch als Grimma-Wurzener Porphyrhügelland bezeichnet.
In der bereits vor 1880 in Abbau befindlichen Ziegeleigrube 1 km nördlich von Mahlis an der Staatsstraße S 38 wurde in den 1970er Jahren das bedeutende und für Sachsen bisher einzige bekannte Vorkommen präglazialen, also vor dem 1. Inlandeisvorstoß der Elster-Kaltzeit abgelagerten, Lößes aufgefunden und näher untersucht. Die 10 m mächtige Lößserie umfasst größere Teile des Cromer-Komplexes. Die basale Tonmudde wurde nach dem palynologischem Befund unter kaltzeitlichem Klima abgelagert und sie enthält die karpologischen Reste einer reichen Flora. In den basalen Schichten wurde die Bruhnes-Matuyama-Umkehr nachgewiesen und bedeckt wird die durch fossile Böden gegliederte Lößserie von Grundmoräne. Während die Lößschichten in Kaltzeiten abgelagert wurden, sprechen die Merkmale der drei eingelagerten Paläoböden für ein warmzeitliches Klima.

## Geschichte
Am 13. November 1198 wurden Cunradus et Rudolfus de Mals als Zeugen genannt. 1378 gehörte Mahlis zum castrum Grimma. Die Grundherrschaft Mahlis war 1590 Amtsdorf. In Zusammenhang mit Mutzschen und Wermsdorf verkaufte 1565 der Sohn Dietrichs von Starschedel, Innocenz von Starschedel, das Rittergut Mahlis an Kurfürst August. Im Dreißigjährigen Krieg hielten die Schweden 1637 zwischen Mahlis und Gröppendorf ein Feldlager, plünderten das Dorf und bereiteten einen Angriff auf Mügeln vor, wurden aber durch kaiserliche Truppen und Mügelner Bürgerwehr in die Flucht geschlagen. Mit der Verstaatlichung des Kammergutes von 1762 und dem Bau der Rübenbahn entwickelte sich Mahlis zu einem der größten landwirtschaftlichen Zentren in der Region. Am 28. April 1945 erreichten amerikanische Truppen die Gemeinde Mahlis. Am 5. Mai 1945 übernahm die Sowjetische Militäradministration in Deutschland (SMAD) die Macht. Am 2. August 1946 kamen 215 Heimatvertriebene vorwiegend aus Schlesien. Mit dem Gesetz über die Eingliederung der ehemaligen Gutsbezirke vom 31. Dezember 1948 wurde ein 3,5 ha großes Flurstück aus dem Gutsforstrevier Hubertusburg-Wermsdorf zu Mahlis eingegliedert. 1952 wurde die LPG Friedrich Engels mit 118 ha und 16 Mitgliedern gegründet. 1951 wurde der Saal des Gasthofes Laubental für die Einlagerung von Getreide beschlagnahmt.

### Die Bauernstreiks von Mahlis
Bereits am 6. Juli 1948 lehnte sich der Mahliser Gemeinderat gegen die aufgrund des SMAD-Befehls 48 herausgegebenen höheren Ablieferungsnormen für pflanzliche Produkte auf. Er begründete die Ablehnung mit der hohen Trockenheit im Vorjahr und erhöhten Viehlieferungen. Die zusätzlichen Ablieferungen gefährdeten den Willen der Bauern zur Viehaufzucht erheblich. Der von den stalinistischen Behörden gezogene Vergleich mit Wermsdorf sei unrealistisch, denn die Mahliser würden die Bodenverhältnisse ihrer Wermsdorfer Nachbarn sehr gut kennen; der Boden in Mahlis sei anders als in Wermsdorf. Die sichtbar ungerechte Veranlagung stelle eine besondere Härte für die Bauern dar. Die Räte meinten sogar ketzerisch, dass die Veranlagung am grünen Tisch entstanden sei. Am 21. Juli 1951 schrieb die Belegschaft des Landwirtschaftsbetriebes Schlegel an die Abteilung Erfassung des Kreisrates Oschatz: 

„Als Belegschaft des Betriebes Schlegel, Mahlis, stellen wir den Antrag auf Fleisch- und Butterkarten mit folgender Begründung: Der Betriebsinhaber Schlegel darf nicht schlachten, da das Fleisch- und Milchsoll nicht termingerecht erfüllt ist. Die siebenköpfige Belegschaft ist nicht in der Lage, ohne Fleisch und Butter die schweren Erntearbeiten zu bewältigen. Wir stellen den Antrag auf B-Karten. Sollte diesem Gesuch nicht stattgegeben werden, dann ist die Erntearbeit gefährdet. Wenn es nicht möglich ist, uns diese Karten zu geben, sind wir gezwungen, die Arbeit niederzulegen.“

 Unterzeichnet wurde das Schreiben vom Bürgermeister, dem FDGB, der BGL und der VdgB. 1953 wurden die aufständischen Bauernhöfe unter anderem auch der von Schlegel zwangsenteignet.

### DDR-Zeit
Am 20. Juli 1957 wurde Wadewitz eingemeindet. 1960 bestanden zwei LPG Typ I in Mahlis, und der Ort hatte bald darauf keine freien Bauern mehr; Mahlis wurde vollgenossenschaftlich. Am 1. Mai 1960 wurde darüber sogar von den Stalinisten eine Feier veranstaltet. 1954 schlossen sich die LPG Mahlis und Gröppendorf zusammen. Am 1. Juli 1973 wurde Gröppendorf, welches schon seit 1529 zu Mahlis gepfarrt war, nach Mahlis eingemeindet. Das war die letzte Flächenvergrößerung der ehemaligen selbständigen Gemeinde.

### Gegenwart
Am 1. März 1994 wurde Mahlis nach Wermsdorf eingemeindet. Mahlis' letzter Bürgermeister Bernd-Dieter Lehmann war der spätere Bürgermeister der neuen Gemeinde Wermsdorf.

## Entwicklung der Einwohnerzahlen
| Jahr | Einwohner | Quelle |
| ---- | --------- | ------ |
| 1548 | 53        | [ 6 ]  |
| 1834 | 652       | [ 6 ]  |
| 1871 | 763       | [ 6 ]  |
| 1890 | 732       | [ 6 ]  |
| 1925 | 754       | [ 19 ] |
| 1939 | 665       | [ 20 ] |
| 1964 | 721       | [ 7 ]  |
| 1975 | 913       | [ 21 ] |

## Kirche

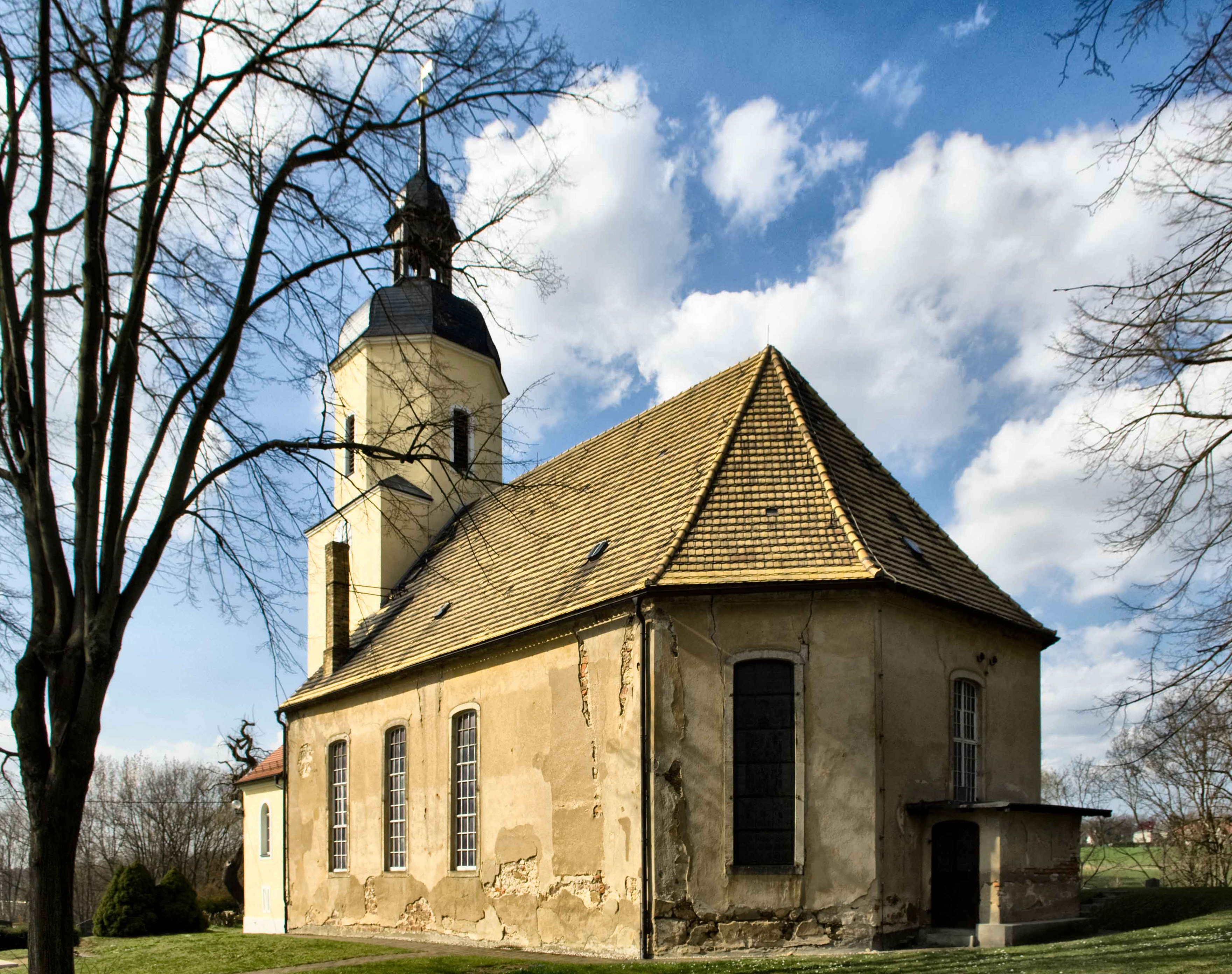
Die Kirche in Mahlis

Bereits 1348 gibt es in den Urkunden Hinweise, dass in Mahlis eine Pfarrkirche vorhanden gewesen sein muss. Ab 1460 hatten die Mahliser Rittergutsbesitzer Patronatsrechte. Am 17. April 1539 wurde in Mahlis der erste evangelische Gottesdienst gefeiert. Mit dem Bau der heute sichtbaren Kirche wurde 1777 begonnen und 1778 fertiggestellt. Am 10. Juni 1827 schlug ein Blitz in die Kirche ein und richtete am Turm erheblichen Schaden an. Bei den Sanierungsarbeiten 2002 wurde in der Kirchenkugel eine hölzerne Kartusche mit Münzen aus der Zeit zwischen 1697, 1896, 1938 und 1969 gefunden. Ebenso fanden sich Briefe aus den Jahren 1828, 1868 und 1969 sowie unter anderem ein PKW-Trabant-Prospekt mit der darauf lesbaren Handschrift: Preis 8.000 Mark.

### Baubeschreibung
Die Kirche ist ein rechteckiger Raum, der nach Osten mit fünf Seiten eines Achtecks geschlossen ist. Emporen an der Westseite und an den Seiten lassen einen großen Altarraum frei. Über dem First erhebt sich ein achteckiger Turm mit Haube und Laterne aus dem Jahr 1896.

#### Altar und Kanzel
Altar und Kanzel sind aus Holz gefertigt. Die Altarwand ist von zwei korinthischen Säulen eingefasst. Auf dem Gesims befinden sich eine große Sonne und auf Wolken lagernde Putten. Die Kanzelkonsole ruht auf Wolken, in denen sich ein Kreuz, ein Kelch und die Gesetzestafeln befinden.

#### Taufbecken
Das Taufbecken hat die Form einer Vase auf einem Felsen, ist 98 cm hoch und hat einen 34 cm hohen Deckel. Es wird auf 1777 datiert.

#### Orgel
Der Rokoko-Prospekt stammt aus der Reformierten Kirche in Dresden.

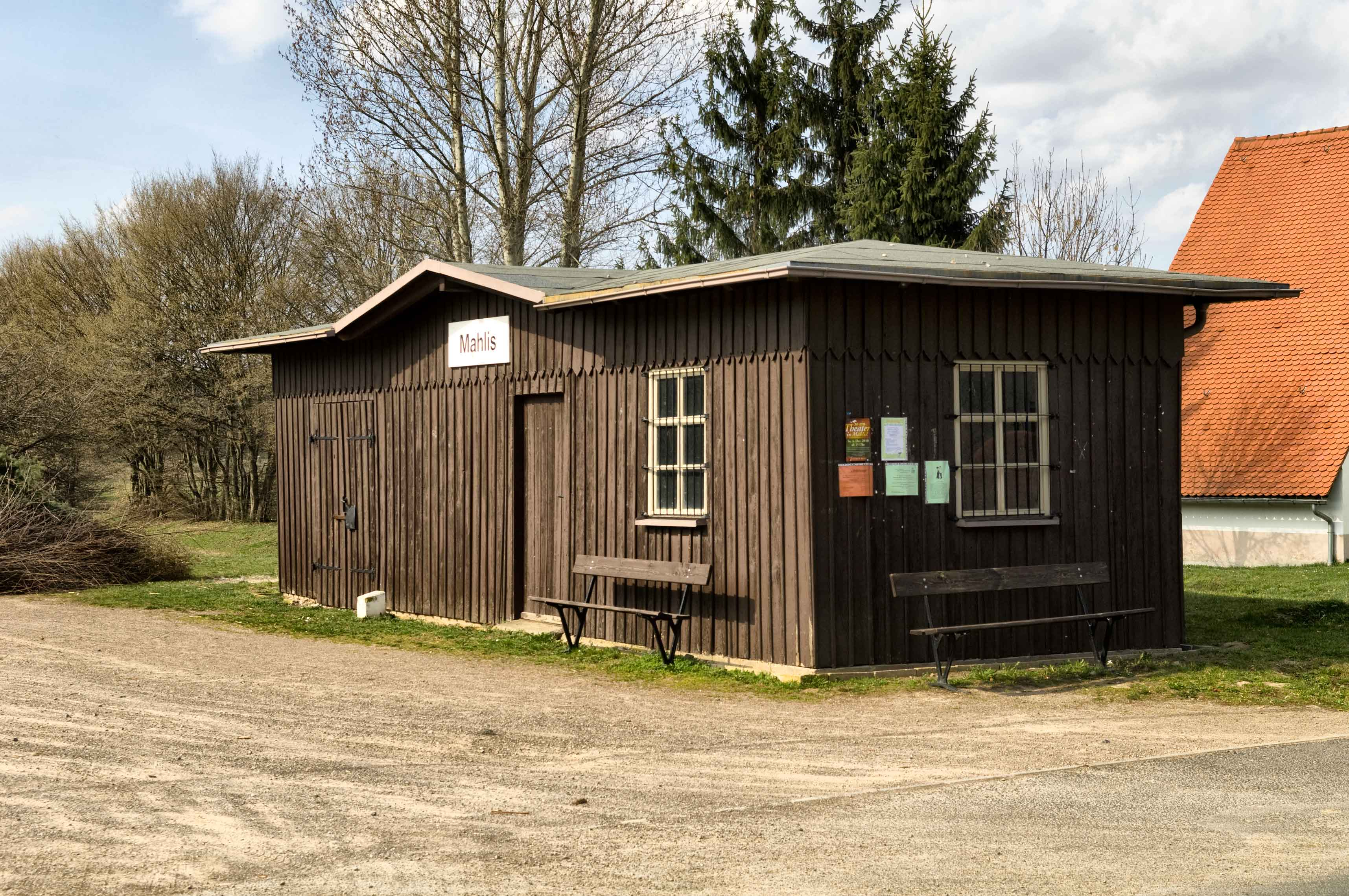
Hölzerne Wartehalle am ehemaligen Bahnhof Mahlis

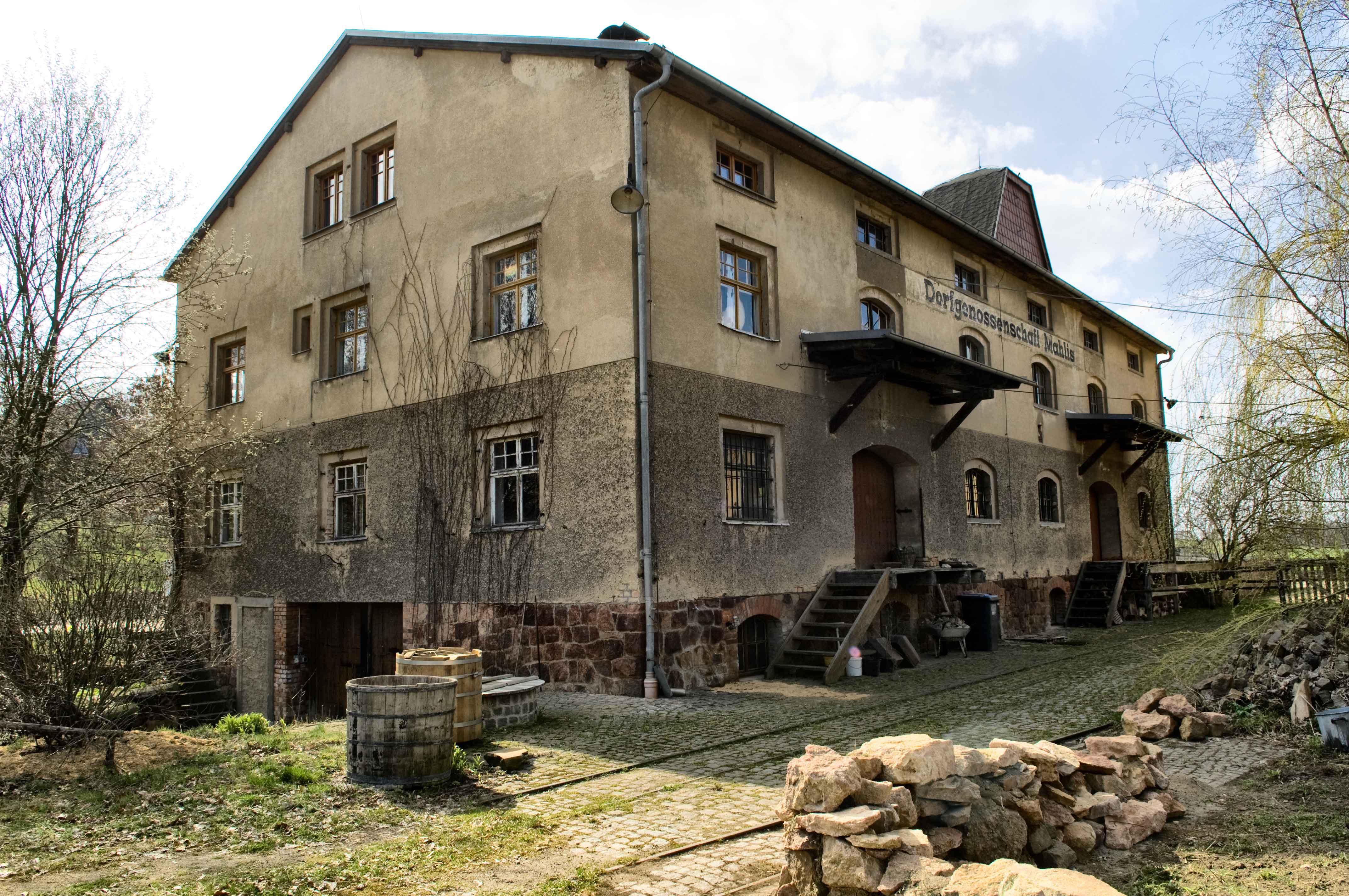
Ehemaliges Kornhaus der BHG Mügeln

## Verkehr
Am 27. September 1888 beginnen die Rübentransporte auf der Schmalspurlinie Mügeln–Mahlis. Die Strecke, die durch Mahlis führte, wurde im Volksmund die Strecke Mügeln-(Mahlis)-Mutzschen-Mailand” genannt. Der Bahnhof Mahlis befand sich am ehemaligen km 7,91, dessen hölzerne Wartehalle heute im rekonstruierten Zustand zu besichtigen ist. Das heute bewohnte ehemalige Kornhaus der BHG Mügeln besaß ein Zweiggleis mit zusätzlichen Ausweichgleis. Regelmäßig fanden hier Zugkreuzungen statt. Der Bahnbetrieb wurde am 30. September 1972 eingestellt. Durch die Omnibus-Verkehrsgesellschaft Heideland ist Mahlis mit einer PlusBus-Linie angebunden.

## Publikationen
Im September 1991 erschien die erste Ausgabe des Mahliser Dorfkuriers. Herausgeber war der damalige Bürgermeister Bernd-Dieter Lehmann.

## Wirtschaft

### Backschüsselproduktion
Die Firma Ernst Birnbaum fertigt Brotformen und Gärkörbe bereits seit 1843. Waren die ersten Formen aus Stroh, kam später Peddigrohr und Pappmaché zur Anwendung. Nach der deutschen Teilung erhielt die Firma nicht mehr das benötigte importierte Peddigrohr für die Fertigung und fertigte darum die Formen aus Holzschliff aus Nadelholz an. 1948 hatte die Firma vier Beschäftigte. Am 2. Mai 1977 übernahm Jörg Birnbaum in fünfter Generation von seinem Vater Fritz Birnbaum das Gewerbe zur Herstellung von Brotbackschüsseln und Taubennestern. Die Firma besitzt mehrere Patente und Gebrauchsmuster.

### Ziegelei
Noch 1963 gab es in Mahlis eine Ziegelei, welche bereits 1724 erwähnt wurde. Nach Ende des Zweiten Weltkrieges wurden neue Lehm- und Tongruben in Mahlis und Gröppendorf geöffnet. Der Ton eignete sich besonders zur Schamotteherstellung, der Lehm für Bauziegel. Am 15. Juli 1966 ereignete sich ein Kohlenstaub-Explosion in der Ziegelei. 1988 wurde der Schornstein gesprengt und die Ziegelei geschlossen. Die Gebäude sind dann beseitigt worden. Heute befindet sich dort eine Streuobstwiese. Das Verwaltungsgebäude bzw. Wohnhaus des früheren Besitzers der Ziegelei dient heute als Wohnhaus und ist gut saniert.

### Förderpädagogische Einrichtung
Die Werkstatt St. Martin aus Wermsdorf als Teil des privaten Institutes für Bildung und Beratung in Sornzig unterhält in Mahlis eine Förderpädagogische Einrichtung in Form einer Montage- und einer Landschaftspflegegruppe und einer Wäscherei.

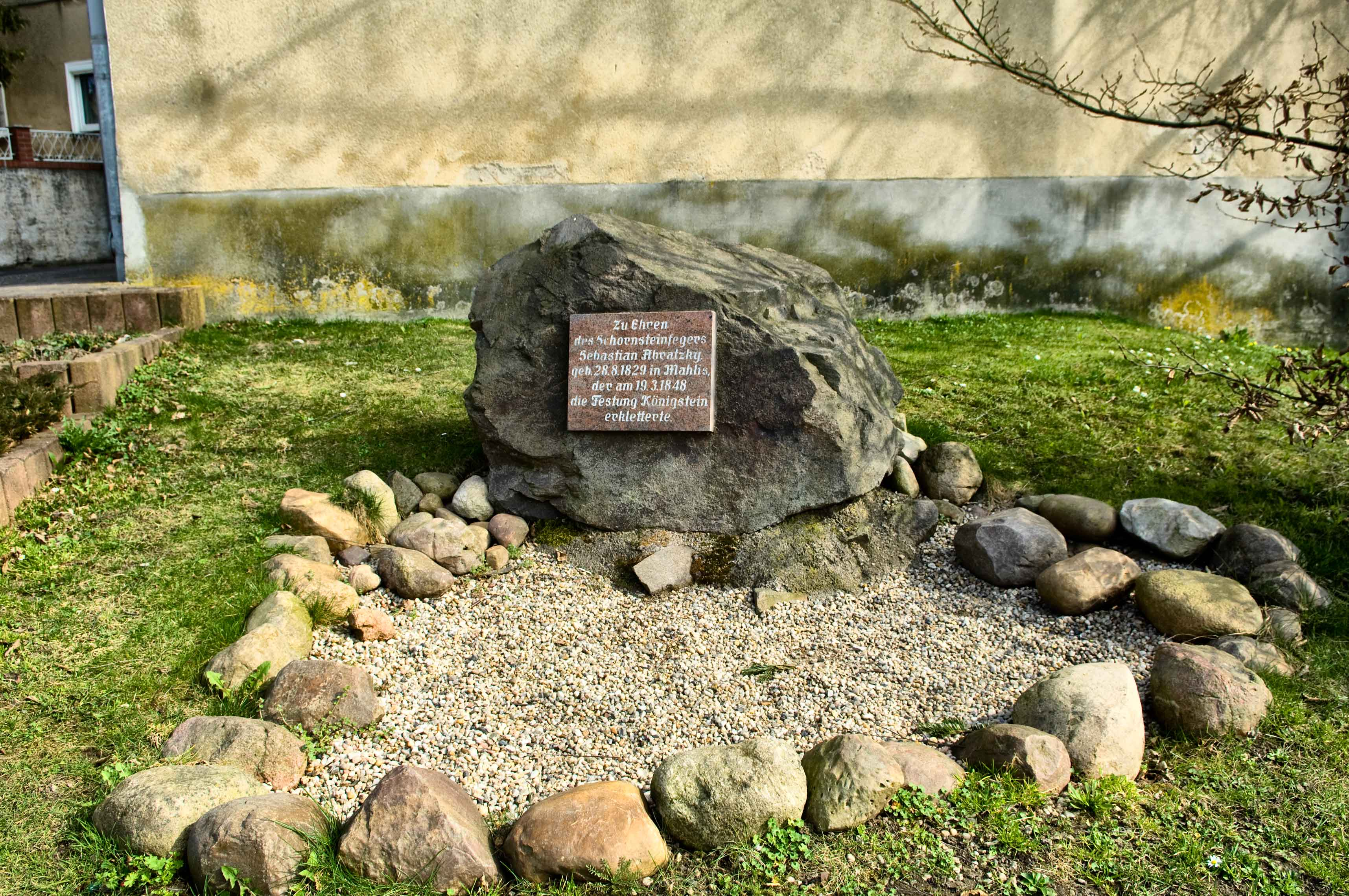
Gedenkstein für Sebastian Abratzky

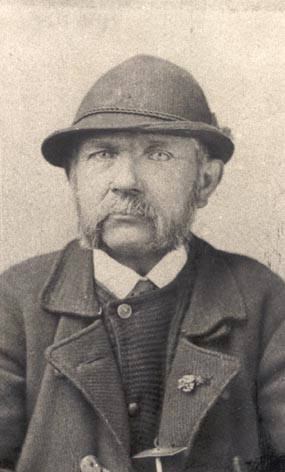
Sebastian Abratzky

## Persönlichkeiten
- Wolf Christoph Friedrich von Felgenhauer (1726–1809), kurfürstlich-sächsischer General der Infanterie, Präsident des kursächsischen Kriegsratskollegiums und Kommandant von Dresden-Neustadt
- Sebastian Abratzky (1830–1897), Schornsteinfeger und Bezwinger der Festung Königstein

## Freiwillige Feuerwehr
Die Freiwillige Feuerwehr, bestehend aus 27 Mann, wurde 1910 gegründet.

## Vereine

### Heimat- und Traditionsverein
Der Heimat und Traditionsverein wurde am 17. Dezember 1991 gegründet.

## Sehenswürdigkeiten

### Abratzky-Stein

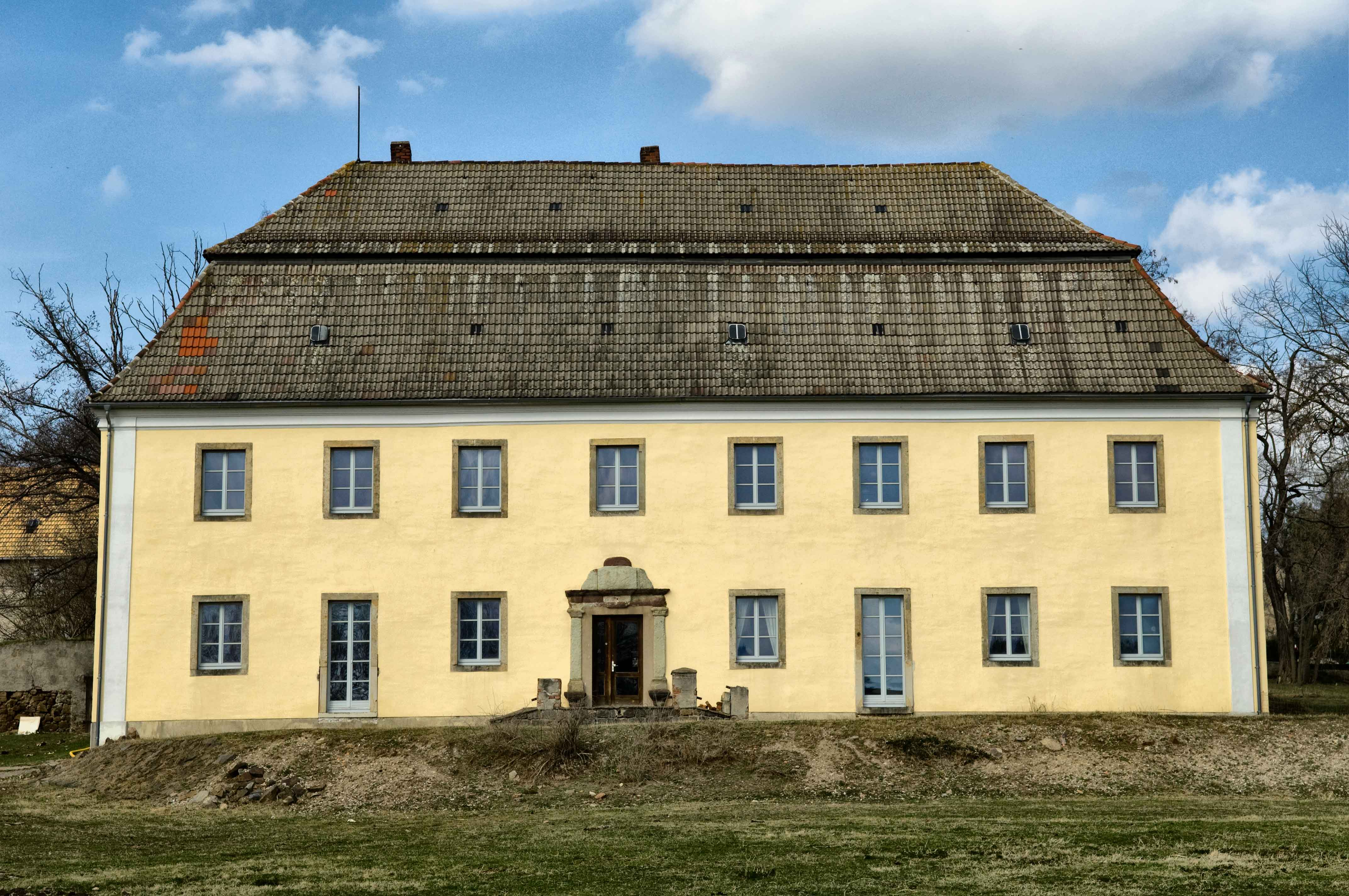
Herrenhaus des Mahliser Kammergutes am 2. April 2011

Am 1. Mai 1998 wurde auf dem Dorfplatz der Gemeinde ein Felsblock aus Quarzporphyr mit einer Tonne Gewicht aus dem Steinbruch Wermsdorf, versehen mit einer Erinnerungstafel an die Besteigung des Königsteins durch Sebastian Abratzky am 19. März 1848, eingeweiht.

### Rittergut Mahlis
Bis 1460 gehörte das Gut den Markgrafen von Meißen. 1460 wird als Besitzer ein Christoph von Heiynitz erwähnt. 1533 ist Dietrich von Starschedel Besitzer von Mahlis. Dessen Sohn verkauft es an Vater August. 1607 erhalten der Landjägermeister Sebastian von Berbisdorf, Georg von Berbisdorf und Hans Caspar von Berbisdorf von dem sächsischen Kurfürsten Christian II. das Rittergut zum Lehen. Leutnant Georg Abraham von Scharoth erwarb 1711 den Herrensitz und errichtete 1716 das heute sichtbare Herrenhaus. 1722 erwarb das Haus Christoph Heinrich von Felgenhauer. Dessen Witwe verkaufte das Gut 1762 an den sächsischen Kurfürsten. Das staatliche Kammergut Mahlis wurde darauf zu einem der größten Landwirtschaftsbetriebe in der Region. 1834 wird das Kammergut aufgelöst. Bis zur Enteignung des letzten privaten Eigentümers des verbliebenen Herrenhausbesitzer Fritz Schlegel umfasste das Gut 74 Hektar Ackerland und drei Hektar Wiesen. In seinen Ställen standen acht Pferde, 23 Kühe und acht Schweine. Dem Gut war eine Brennerei angeschlossen. Bis zur Wende wurde das Rittergut durch die LPG Typ III Friedrich Engels genutzt. Danach sollte es bereits abgerissen werden. Auf der Grundlage des zweiten Vermögensgesetzes erhielt der letzte Eigentümer, die Erbengemeinschaft Schlegel ihr geraubtes Eigentum zurück und verkaufte es an den heutigen Besitzer, den Architekten Horst Baltzer aus Bayreuth.

### Ziegeleiteich
Der als Biotop ausgewiesene Teich erinnert an die Zeit der Ziegeleiherstellung in Mahlis und ist eine Laichstelle von Erdkröten und anderen Amphibien. Er wurde 1998 als Flächennaturdenkmal unter Naturschutz gestellt.

### Döllnitz
Die Gemeinde hat seit ihrer Besiedlung mit den Hochwässern der Döllnitz gelebt. Der heute moderne Hochwasserschutz ist seit 1981 durch die 80 ha große vorgelagerte Talsperre Döllnitzsee gewährleistet. Es werden Kanufahrten von Mahlis bis Oschatz veranstaltet. Für weitere Informationen über die Döllnitz siehe hierzu den Artikel Döllnitz (Fluss).

## Trivia

### Die Halunkenburg von Mahlis
Um 1830 terrorisierte eine organisierte Diebesbandes Mahlis und Umgebung. Das Haus, in dem die Bande ihre Zusammenkünfte hatte, hieß noch Anfang des 20. Jahrhunderts Halunkenburg.